# Neottia alternifolia
Neottia alternifolia là một loài thực vật có hoa trong họ Lan. Loài này được (King & Pantl.) Szlach. mô tả khoa học đầu tiên năm 1995.